# Heidemarie Böwe
Heidemarie Böwe, auch Heide Böwe, geborene Heidemarie Schönknecht (* 1941 in Freiburg, Schlesien) ist eine deutsche Dramaturgin und Hörspielautorin.

## Leben
Nach einer Kindheit in Schlesien erlebte Heidemarie Böwe (geborene Schönknecht) 1947 die Übersiedlung ihrer Familie nach Riesa. In Oschatz legte sie ihr Abitur ab und begann ein Schauspielstudium an der Theaterhochschule Leipzig, dem Engagements als Schauspielerin am Landestheater Eisenach, am Thomas-Müntzer-Theater Eisleben und am Landestheater Halle folgten.
Nach einem Fernstudium der Philosophie arbeitete Heidemarie Böwe von 1981 bis 1989 als Dramaturgin in der Hörspielabteilung beim Rundfunk der DDR und setzte von 1993 bis 2006 als freie Mitarbeiterin ihr Wirken als Hörspieldramaturgin und Bearbeiterin für Hörspiel und Leseversionen bei MDR Figaro/MDR Kultur fort.
Bis zu seinem Tod im Jahr 2000 war sie mit dem Schauspieler Kurt Böwe (1929–2000) verheiratet. Sie hat drei Kinder, ihre Töchter Susanne Böwe und Winnie Böwe sind Schauspielerinnen.

## Theater
- 1965: Bertolt Brecht: Der gute Mensch von Sezuan – Regie: Guy de Chambure (Thomas-Müntzer-Theater Eisleben)

## Darstellerin (Auswahl)
- 1964: Leichenschnapper (Jane, Kellnerin) von Hans Pfeiffer nach Robert Louis Stevenson, Regie: Horst Smiszek – Fernsehspiel
- 1964: Der Bus hält an der Brücke (Studentin) von Charlotte und Friedrich Stürzebecher, Regie: Gert Jurgons – Fernsehspiel
- 1968: Charleys neuste Tante (Kitty Thompson) nach Brandon Thomas von Heinz Kahlow, Regie: Jochen Zimmermann – Fernsehspiel
- 1969: Die nackte Wahrheit (Sie) von Heinz Kahlow,  Regie: Eberhard Schäfer – Fernsehspiel
- 1970: Zollfahndung – Folge 7: Das Testament (Marion von Gabron) nach Ideen von Gerhard Jäckel und Eva Stein, Regie: Celino Bleiweiß – Fernsehserie
- 1971: Zeitgenossen (Ljuba) von Armin Stolper nach der Vorlage von Jewgeni Iossifowitsch Gabrilowitsch/Juli Jakowlewitsch Raisman, Inszenierung: Christoph Schroth – Fernsehaufzeichnung
- 1972: Die Aula (Vera Belfert) nach Hermann Kant, Inszenierung: Horst Schönemann – Fernsehaufzeichnung

## Hörspieldramaturgien (Auswahl)
Rundfunk der DDR
- 1982: Herzchen von Anton Pawlowitsch Tschechow; Lottchen-Geschichten von Kurt Tucholsky; Treibjagd von Georg W. Pijet
- 1983: Winterschlaf von Jutta Schlott; Nichts Besonderes von Viktoria Tokarjewa
- 1984: Endlich frei! Endlich frei! von Edith Anderson; Furcht und Elend des Dritten Reiches von Bertolt Brecht
- 1985: Frau im Zug und Nun heule ich doch von Gabriele Bigott
- 1985: Rheinsberg von Kurt Tucholsky, als Hörbuch: Der Audio Verlag, Berlin 2001, ISBN 3-86231-157-0.
- 1986: Gehen hinaus von Uwe Saeger; Fabian oder Der Gang vor die Hunde von Erich Kästner
- 1987: Außerhalb von Schuld von Uwe Saeger
- 1988: Steig der Stadt aufs Dach von Katja Oelmann;[3] Passage von Christoph Hein
- 1989: Lichtwechsel von Kerstin Leitmeyer; Der König wollte nunmehr mit eigenen Augen sehen, was hier geschaffen worden ist von Christoph Hein
- 1990: Der goldene Regen von Waldtraut Lewin

Mitteldeutscher Rundfunk
- 1993: Ländliche Werbung von George Bernard Shaw
- 1994: Die Sprechstundenhilfe von Michael Schulte
- 1995: Totentrompeten von Einar Schleef; Feuerlilli von Silvio Huonder
- 1995: Wie der Hase zum Osterhasen wurde von Sven Björnson; als Hörbuch: Der Audio Verlag, Berlin 2004, ISBN 3-89813-242-0.
- 1996: Mein total verschwundener Vater, meine total verschwundene Mutter von Karl-Heinz Bölling, Wettersturz von Rainer Puchert
- 1997: Der Aufschwung von Roland Waitz und Jürgen Hart
- 1998: Der große Coup von Jens Sparschuh; Letzte Rose von Herbert Asmodi
- 1999: Der Freigeist von Eric-Emmanuel Schmitt; Zaungäste und Bruch von Christoph Hein
- 2000: Die Froschkönigin von Kerstin Specht
- 2001: Gräfin Cosel von Józef Ignacy Kraszewski, als Hörbuch: Der Audio Verlag Berlin 2001, ISBN 3-89813-156-4.
- 2001: Klamms Krieg von Kai Hensel
- 2002: Passing Places von Stephen Greenhorn; O der du alles bedenkst, Tiresias von Werner Buhss; Oderwassersucht von Fritz Kater
- 2003: Kein Brief gestern, keiner heute von Matthias Baxmann
- 2004: Das Jalta-Spiel von Brian Friel; Mein Herz – Mein Hund von A.P. Tschechow; Die Affäre d'Aubrey von Rolf Schneider
- 2005: Zwischen den Zeilen von Jens Sparschuh
- 2006: Auszeit von Simone Rehberg; Wenn die Sonne kommt von Jörg Sobiella
- 2007: Santo subito von Eberhard Petschinka (MDR/ORF)

## Autorin/Bearbeiterin (Auswahl)
Rundfunk der DDR
- 1988: Die Mitschuldigen von Johann Wolfgang Goethe; Philippine G. – geborene Rothschild  (Originalton-Hörspiel – zus. m. Matthias Thalheim)[4]
- 1989: So kurz, dass es direkt 'ne Schande ist – Berta Waterstradt  (Originalton-Hörspiel – zus. m. Matthias Thalheim)

Mitteldeutscher Rundfunk
- 1993: Pygmalion von George Bernard Shaw, als Hörbuch: der hörverlag, München 2002, ISBN 3-89584-923-5.
- 1997: Erziehung der Engel von Esther Vilar, als Hörbuch: Der Audio Verlag, 2000, ISBN 3-89813-106-8.
- 1999: Enigma von Éric-Emmanuel Schmitt, als Hörbuch: Der Audio Verlag, Berlin 2001, ISBN 3-89813-151-3.
- 2000: Christiane und Goethe von Sigrid Damm, Lesefassung, als Hörbuch: der hörverlag, 2000, ISBN 3-89584-400-4.
- 2000: Der Besucher von Éric-Emmanuel Schmitt
- 2005: Spieltrieb von Juli Zeh, Lesefassung, als Hörbuch: Der Audio Verlag Berlin 2005, ISBN 3-89813-448-2.
- 2005: Kabale und Liebe von Friedrich Schiller, als Hörbuch: Argon Verlag 2007, ISBN 978-3-86610-177-7.
- 2005: Der dressierte Mann von Esther Vilar, Lesefassung, als Hörbuch: HörZeichen Gerichshain 2005, ISBN 3-934492-39-8.
- 2006: Sommergewitter von Erich Loest, Lesefassung, als Hörbuch: Steidl Göttingen 2006, ISBN 3-86521-505-X.
- 2006: Der Hofmeister oder Vorteile der Privaterziehung von Jakob Michael Reinhold Lenz, als Hörbuch: Argon Verlag Berlin 2007, ISBN 978-3-86610-179-1.
- 2006: Der zerbrochene Krug von Heinrich von Kleist, als Hörbuch: Argon Verlag, Berlin 2007, ISBN 978-3-86610-178-4.
- 2006: Und Dinosaurier gibt es doch von Willis Hall, als Hörbuch: Patmos/Sauerländer Düsseldorf 2006. ISBN 3-491-24146-4.
- 2006: Iphigenie auf Tauris von Johann Wolfgang Goethe, als Hörbuch: Argon Verlag, Berlin 2007, ISBN 3-86610-181-3.
- 2007: Lachsfischen im Jemen Hörspiel nach Paul Torday, als Hörbuch: Der Audio Verlag, Berlin 2012, ISBN 978-3-86231-177-4.
- 2007: Urfaust von Johann Wolfgang Goethe, als Hörbuch: Argon Verlag, Berlin 2007, ISBN 978-3-86610-180-7.
- 2008: Der  Turm von Uwe Tellkamp, Lesefassung, als Hörverlag: der hörverlag, münchen 2010, ISBN 978-3-86717-551-7.
- 2009: Kindheitsmuster von Christa Wolf, Lesefassung, als Hörbuch: Random House Audio, 2009, ISBN 978-3-8371-0070-9.
- 2009: Herzog von Saul Bellow, Lesefassung
- 2010: Ein Tag länger als ein Leben von Tschingis Aitmatow, Lesefassung
- 2012: Rinaldo Rinaldini von Christian August Vulpius, Lesefassung, als Hörbuch: Der Audio Verlag, Berlin 2015, ISBN 978-3-86231-577-2.
- 2013: Weiskerns Nachlass von Christoph Hein, Lesefassung, als Hörbuch: Der Audio Verlag, Berlin 2015, ISBN 978-3-86231-562-8.
- 2014: Der Streit um den Sergeanten Grischa von Arnold Zweig, Lesefassung, als Hörbuch: Der Audio Verlag, Berlin 2015, ISBN 978-3-86231-634-2.
- 2015: Die Glücklichen von Kristine Bilkau, Lesefassung
- 2016: Glückskind mit Vater von Christoph Hein, Koproduktion: MDR/BR, Lesefassung, als Hörbuch: Der Audio Verlag, Berlin 2016, ISBN 978-3-86231-695-3
- 2016: Die Abenteuer des braven Soldaten Schwejk während des Weltkriegs von Jaroslav Hašek, Lesefassung, als Hörbuch: Audiobuch Freiburg, ISBN 978-3-95862-022-3
- 2017: Jugenderinnerungen eines alten Mannes von Wilhelm von Kügelgen, Lesefassung

## Hörspielsprecherin
- 1990: Valerie Radtke: Mein großer Brief (Walli) – Regie: Horst Liepach (Hörspiel – Funkhaus Berlin)

## Preise
- 1987: Hörspielpreis der DDR, Hörerpreis: Nun heule ich doch von Gabriele Bigott, Dramaturgie: Heidemarie Böwe
- 1990: Hörspielpreis der DDR, Sonderpreis der Kritiker: Lichtwechsel von Kerstin Leitmeyer, Dramaturgie: Heidemarie Böwe
- 2003: Hörspiel des Jahres der Deutschen Akademie der darstellenden Künste: Kein Brief gestern – keiner heute von Matthias Baxmann nach Franz Kafka, Dramaturgie: Heidemarie Böwe
- 2007: PRIX EUROPA – Beste Europäisches Hörspiel des Jahres: Santo subito von Eberhard Petschinka, Dramaturgie: Heidemarie Böwe (MDR/ORF)
- 2008: PRIX ITALIA, Original Radio Drama: Santo subito von Eberhard Petschinka, Dramaturgie: Heidemarie Böwe (MDR/ORF)